# Alfred Bowerman
Alfred James Bowerman (* 22. November 1873 in Broomfield; † 20. Juli 1947 in Brisbane, Australien) war ein britischer Cricketspieler.

## Erfolge
Alfred Bowerman war Holzhändler und daneben ein aktiver Club-Cricketspieler. Sein First-Class Debüt gab er für Somerset in der Saison 1900, als er mit diesen ein Spiel gegen Lancashire bestritt. Später im Sommer nahm als Mitglied der Devon & Somerset County Wanderers (D&SCW) an einer Club-Tour nach Frankreich im Rahmen der Weltausstellung 1900 in Paris teil. Dort spielte er mit der Mannschaft unter anderem gegen ein Team, das hauptsächlich aus Exil-Briten bestand, die durch die Union des sociétés françaises de sports athlétiques ausgewählt wurden. Der D&SCW wurde dabei als England bezeichnet, der Gegner als Frankreich. Dieses wurde im Jahr 1912 nachträglich als Bestandteil der Olympischen Spiele 1900 klassifiziert. Mit 158 Runs setzte sich sein Team, zu dem außer Bowerman noch Arthur Birkett, Charles Beachcroft, George Buckley, Francis Burchell, Harry Corner, Frederick Christian, Frederick Cuming, William Donne, Alfred Powlesland, John Symes und Montagu Toller gehörten, gegen seine Kontrahenten durch und wurde damit in der Folge als Olympiasieger bezeichnet. Bowerman selbst gelangen im zweiten Innings 59 Runs. Sein Heimatverein war der Castle Cary Cricket Club. Für Somerset 1905 ein zweites First-Class Spiel gegen Middlesex, war aber auch dort nicht sehr überzeugend und trat in der Folge nicht mehr für das County an.
In der Folge wanderte er nach Australien aus. 1915 war er als Teil der 2nd Australian Remount Unit am Ersten Weltkrieg beteiligt. Als er im Pflegeheim im Jahr 1946 stürzte, zog er sich eine Schädelfraktur zu. Ein Jahr später verstarb er.